# Barranc de les Ametlles
El barranc de les Ametlles és un barranc dels termes municipals de Tremp i Talarn que s'origina a prop i al nord-est del poble de Claret.
Es forma a 589,5 m. alt., just al nord-est del poble de Claret, i davalla cap al sud-est, travessant la carretera C-1311, travessant la partida de les Ametlles, on deixa el terme de Tremp (enclavament de Claret) per tal d'entrar en el de Talarn, i en arribar a les Comes pren la direcció sud per a abocar-se al cap de poc en el barranc de Palau.